# Battaglia di Mărășești
La battaglia di Mărășești (6 agosto - 8 settembre 1917) è stata la battaglia più importante combattuta durante la prima guerra mondiale tra l'impero tedesco e il regno di Romania.

## Premesse
I rumeni parteciparono a un'offensiva in accordo con i russi contro la 1ª armata dell'Impero austro-ungarico di stanza a Răcoasa e nella zona più bassa del fiume Siret. Dopo un iniziale successo (con un saliente di 30 km di ampiezza e 20 km di profondità contro la 1ª armata dell'Austria-Ungheria), l'attacco doveva essere fermato per una controffensiva di successo degli Imperi centrali in Galizia (vedasi Offensiva Kerenskij).

## Contrattacco tedesco
Prima di lanciare l'attacco, si riteneva che la battaglia sarebbe infuriata presso Nămoloasa, entrambi gli schieramenti contavano al momento su circa 1 milione di soldati. Il maresciallo di campo August von Mackensen lanciò il contrattacco il 6 agosto. Mackensen forzò le truppe imperiali russe alla ritirata. Il mese successivo, i tedeschi, insieme con alcune unità austriache, combatterono la battaglia contro l'armata rumena. Il combattimento durò sino all'8 settembre, quando entrambi gli schieramenti si ritrovarono a corto di unità fresche. Il tentativo tedesco di disperdere l'ultima armata rumena era fallito, ma parimenti i rumeni non avevano fatto progressi. Il motto dell'armata rumena era 
(Motto)
, probabilmente ispirato al famoso slogan del generale Robert Nivelle durante la battaglia di Verdun.
La Romania perse più di 27 000 uomini, tra cui 610 ufficiali, mentre la Germania più di 47 000. Degne di nota sono le uccisioni dell'eroina rumena Ecaterina Teodoroiu, uccisa da una mitragliatrice alla fine dello scontro, il 6 settembre, e, due giorni più tardi, del maggior generale Kurt von Wenniger, dal fuoco d'artiglieria presso il villaggio di Muncelu.

## Conseguenze
Si è trattato dell'ultimo grande scontro sul fronte rumeno prima che la Romania venisse in gran parte occupata dagli imperi centrali. Nel maggio 1918, dopo l'avanzata tedesca in Ucraina e dopo che la Russia suggellò il Trattato di Brest-Litovsk, la Romania, arresasi di fronte alle forze degli imperi centrali, non ebbe altra scelta se non giungere alla pace.

## Galleria d'immagini

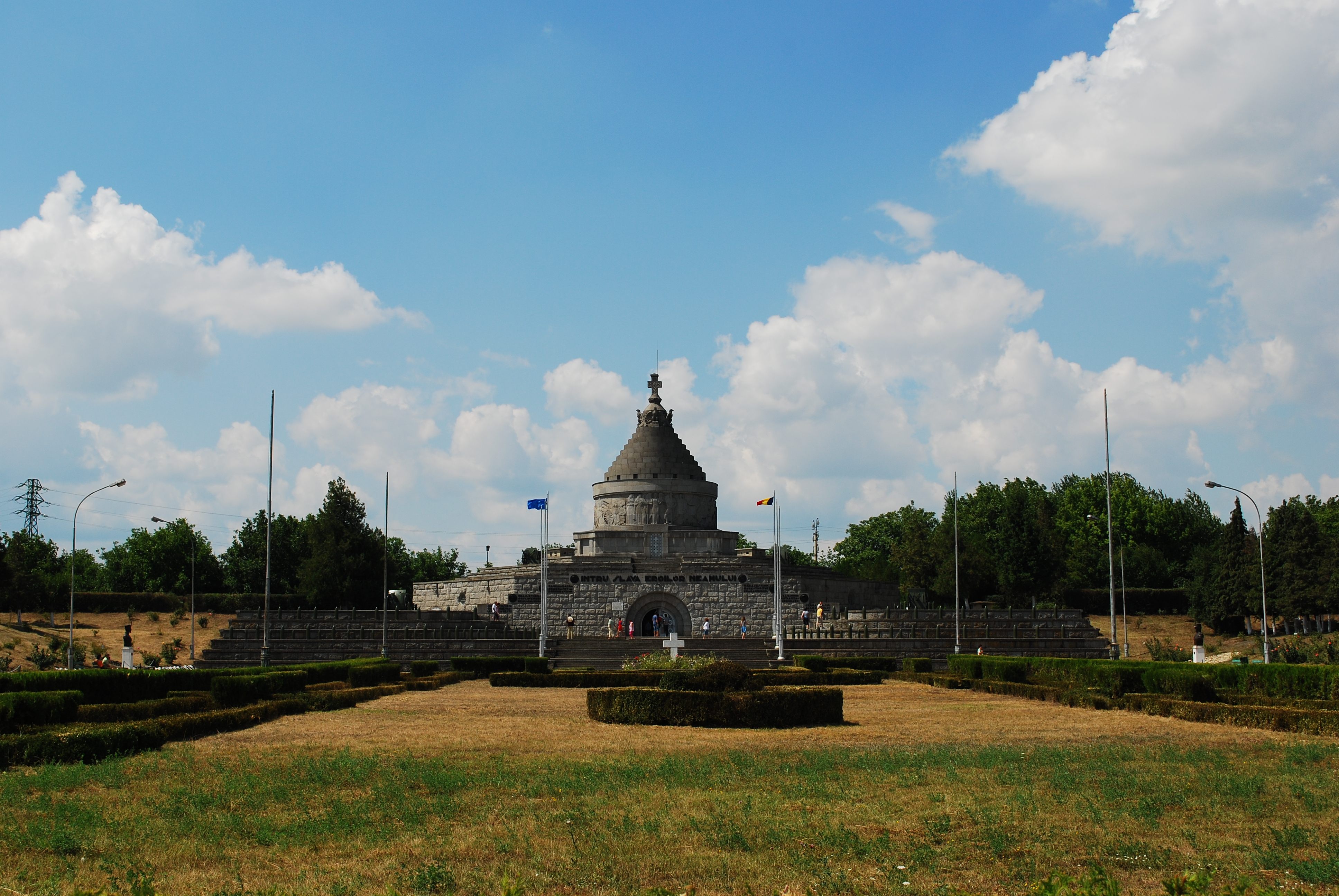
Il mausoleo di Mărăşeşti